# 요르단의 경제
요르단의 경제는 신흥 시장 경제로 분류된다. 요르단의 1인당 GDP는 1970년대에 351% 증가했고, 1980년대에는 30% 감소했으며, 1990년대에는 36% 증가했다. 1999년 압둘라 2세 국왕이 왕위에 오른 후 자유주의적 경제 정책이 도입되었다. 요르단의 경제는 1999년부터 2008년까지 연평균 8%의 성장률을 보였다. 그러나 2011년 아랍의 봄 이후 성장률은 2%로 둔화되고 있다. 인구의 상당한 증가는 둔화된 경제 성장과 증가하는 공공 부채와 함께 그 나라의 빈곤과 실업의 악화로 이어졌다. 요르단의 GDP는 444억 달러로 세계 89위이다.
요르단은 미국, 캐나다, 싱가포르, 말레이시아, 유럽 연합, 튀니지, 알제리, 리비아, 터키, 시리아와 자유 무역 협정(FTA)을 맺고 있다. 이라크, 팔레스타인 자치 정부, 걸프 협력 회의, 레바논, 파키스탄과 더 많은 FTA가 계획되어 있다. 요르단은 대아랍자유무역협정, 유로-지중해 자유 무역 지역, 아가디르 협정의 회원국이며 EU와 함께 선진적인 지위를 누리고 있다.
요르단의 경제 자원 기반은 인산염, 포타쉬, 그리고 비료 파생품, 관광, 해외 송금, 그리고 해외 원조이다. 이것들은 경화 수입의 주요 원천이다. 요르단은 석탄 매장량, 수력 발전량, 넓은 삼림 지대 또는 상업적으로 이용 가능한 석유 매장량이 부족하여 국내 에너지 수요의 93%를 천연 가스에 의존하고 있다. 요르단은 2003년 미국이 이라크를 침공하기 전까지 석유를 이라크에 의존했었다. 요르단은 또한 섬유, 항공우주, 국방, 정보통신기술, 제약, 화장품 분야에서 상품을 생산하는 수많은 산업 지역을 가지고 있으며, 요르단은 떠오르는 지식 경제이다.
요르단 경제의 주요 장애물은 부족한 물 공급, 에너지를 위한 석유 수입에 대한 완전한 의존, 그리고 지역적 불안이다. 국토의 10% 이상이 경작가능하며 수돗물 공급은 제한되어 있다. 강수량은 낮고 변동이 심하며 요르단의 이용 가능한 지하수의 대부분은 재생이 불가능하다.
지난 몇 년간 요르단의 경제 성장은 평균 2% 정도로 둔화되었다. 2011년 요르단의 총 외채는 190억 달러로 GDP의 60%를 차지했으며, 2016년 GDP의 93.4%에 해당하는 351억 달러에 달했다.  이러한 상당한 증가는 지역 불안의 원인인 관광활동 감소, 외국인 투자 감소, 이집트 공격 등의 영향으로 분석된다. 왕국에 가스를 공급하는 파이프라인, 이라크와 시리아와의 무역 붕괴, 시리아 난민 유치 비용, 차관으로 인한 이자 축적 등이 그것이다. 세계은행에 따르면 시리아 난민으로 인해 요르단은 연간 25억달러 이상의 비용이 발생했으며 이는 국내총생산(GDP)의 6%, 정부 연간 수입의 25%에 달한다. 요르단에 시리아 난민들이 존재하면서 난민들과 요르단 시민들 사이의 일자리 경쟁의 결과로 임금 상승률이 상당히 낮아졌다. 2011년부터 시작된 경기 침체가 2018년까지 이어졌다. 국내총생산(GDP), 정부 서비스, 금융, 제조업, 운송업, 관광 및 환대에 기여한 5대 부문은 시리아 내전에 의해 나쁜 영향을 받았다. 해외 원조는 전체 비용의 63%를 요르단이 부담하는 등 이 비용의 일부만 부담하고 있다. 긴축 정책은 요르단의 GDP 대비 부채 비율을 2021년까지 77%로 줄이는 것을 목표로 하는 정부에 의해 채택되었다. 이 프로그램은 2018년에 부채가 95% 이상 증가하는 것을 막는데 성공했다.

## 경제 개요
요르단은 세계은행에 의해 "중위 소득 상위 국가"로 분류된다. 헤리티지 재단의 경제자유지수에 따르면 요르단은 중동과 북아프리카에서 바레인, 카타르에 이어 세 번째로 자유롭고 세계에서 32번째로 자유롭다. 세계 경제 포럼(WEF)의 경제경쟁력지수에 따르면 요르단은 세계에서 35번째로 우수한 인프라를 보유한 국가로 꼽혔다. 왕국은 페르시아만과 쿠웨이트, 이스라엘, 아일랜드와 같은 유럽의 다른 나라들보다 높은 점수를 받았다. 2010년 AOF 세계화 지수는 요르단을 중동과 북아프리카 지역에서 가장 세계화된 국가로 선정했다. 요르단의 은행 부문은 국제 통화 기금(IMF)에 의해 걸프 협력 회의(GCC) 경제, 레바논과 함께 "고발전"된 부문으로 분류된다.
요르단의 공식 통화는 요르단 디나르이며 100 키르시 또는 1000 필로 나뉜다. 1995년 10월 23일부터 디나르는 IMF의 SDR에 공식적으로 고정되었다. 실제로는 1 US$ = 0.709 디나르로 고정되어 있으며, 이는 약 1 디나르 = 1.12544 달러로 환산된다. 중앙은행은 0.708디나르에 미화를 사고 0.7125디나르에 거래하며 거래소는 0.708달러, 0.709달러에 거래한다.
요르단 시장은 페르시아만 국가 밖에서 가장 발달된 아랍 시장 중 하나로 여겨진다. 요르단은 세계에서 가장 매력적인 30개의 소매 시장을 나열하는 2012년 글로벌 소매 개발 지수에서 18위를 차지했다. 요르단은 2010년에 세계에서 살기에 가장 비싼 나라 19위에 올랐고 아랍에서 살기에 가장 비싼 나라로 선정되었다.
요르단은 2000년부터 세계무역기구의 회원이다. 2009년 세계 무역가능 보고서에서 요르단은 아랍권에서 아랍에미리트, 바레인, 카타르에 이어 4위를 차지했다. 2001년 12월에 발효된 미국과의 자유 무역 협정(FTA)은 2010년까지 거의 모든 상품과 서비스에 대한 관세를 단계적으로 폐지할 것이다.

## 산업

### 농업, 임업, 어업
생산량 증가에도 불구하고 농업 부문은 2004년까지 국내총생산의 2.4%에 불과할 정도로 꾸준히 감소하고 있다. 2002년 요르단 노동력의 약 4%가 농업 부문에서 일했다. 요르단 농업에서 가장 수익성이 높은 분야는 요르단 계곡의 과일과 채소 생산(토마토, 오이, 감귤류, 바나나를 포함한다. 나머지 작물 생산량, 특히 곡물 생산량은 일정한 강우량이 부족하기 때문에 변동성이 있다. 어업과 임업은 전반적인 국내 경제 측면에서 무시할 만한 수준이다. 어업 산업은 활어획과 양식업으로 고르게 나뉘는데, 활어획량은 2002년에 1,000 미터 톤을 조금 넘었다. 임업 산업은 경제적 측면에서 훨씬 더 작다. 약 240,000 입방미터의 둥근 목재가 2002년에 제거되었고, 대부분이 연료 목재로 사용되었다.

### 광업 및 광물
포타쉬와 인산염은 그 나라의 주요 경제 수출품 중 하나이다. 2003년에는 약 200만 톤의 포타쉬 소금이 수출로 1억 9천 2백만 달러의 수익을 올렸으며, 이는 두 번째로 수익성이 좋은 수출품이다. 포타시 생산량은 2004년에 190만 톤, 2005년에 180만 톤이었다. 2004년 약 675만 톤의 인산염 암석 생산으로 1억3500만 달러의 수출 수익을 창출하여 요르단의 주요 수출 목록에 4번째로 올랐다. 2005년 총 640만 톤의 생산량을 가진 요르단은 세계에서 세 번째로 큰 원시 인산염 생산국이었다. 이 두 가지 주요 광물 외에도 소량의 정제되지 않은 소금, 구리 광석, 석고, 망간 광석, 도자기 생산의 선구자(유리 모래, 점토, 장석)도 채굴된다.

### 에너지
에너지는 아마도 요르단 경제의 지속적인 성장을 위한 가장 큰 도전과제로 남아있다. 유가가 최고조에 달했을 때 배럴당 145달러까지 치솟자 요르단 정부는 이 분야에 대한 야심찬 계획을 내놓았다. 그 나라의 국내 자원 부족은 그 분야에 대한 140억 달러의 투자 프로그램을 통해 해결되고 있다. 이 프로그램은 현재 96% 수준인 수입제품 의존도를 줄이는 것을 목표로 하고 있는데, 재생에너지는 2020년까지 에너지 수요의 10%, 원자력은 2035년까지 에너지 수요의 60%를 충족한다. 정부는 또한 2007년에 역사적으로 연료와 전기에 대한 퇴행적인 보조금이 있었던 에너지를 포함한 여러 분야에서 보조금을 축소하겠다고 발표했다. 또 다른 새로운 단계로, 정부는 이 분야를 경쟁에 개방하고 있으며, 계획된 모든 새로운 에너지 프로젝트를 국제 입찰에 제공할 예정이다.
대부분의 이웃 나라들과 달리 요르단은 자체 석유 자원이 많지 않고 국내 에너지 수요를 충족시키기 위해 석유 수입에 크게 의존하고 있다. 2002년에 석유 매장량은 총 445,000 배럴(70,700 m3)에 불과하다는 것이 증명되었다. 요르단은 2004년 하루 생산량이 40배럴(6.4m3/d)에 불과했지만 하루 생산량은 10만3000배럴(1만6400m3/d)로 추산된다. 미국 정부 통계에 따르면 2004년 원유 수입량은 하루 10만 배럴(1만6000㎡/d)에 달했다. 2003년 이라크 침공으로 요르단은 사담 후세인 통치하에 육로 트럭 통로를 통해 요르단에 매우 할인된 원유를 공급해 온 동부의 이웃 국가로부터 석유 공급을 중단했다. 2003년 말부터 유조선에 의한 알 아카바 항구를 통한 대체 공급 경로가 확립되었다. 사우디아라비아는 현재 요르단의 주요 수입 석유 공급원이고 쿠웨이트와 아랍에미리트(UAE)는 2차 공급원이다. 이라크 원유만큼 크게 할인된 것은 아니지만, 사우디아라비아와 UAE로부터 공급받는 물량은 어느 정도 보조를 받고 있다.

### 운송
운송 부문은 평균적으로 요르단의 GDP에 10% 정도 기여하고 있으며, 2007년에는 교통과 통신이 21억 4천만 달러를 차지했다. 국가의 서비스와 산업 지향 경제에 대한 이 부문의 중요성을 잘 알고 있는 정부는 2008년에 이 분야를 개선하고 현대화하며 더 나아가 민영화를 목표로 새로운 국가 교통 전략을 수립했다. 이라크의 안보 위기에 대한 해결책이 시급히 보이지 않는 상황에서 요르단 전체 운송 부문의 전망은 밝아 보인다. 요르단을 방문하는 관광객의 수는 계속 증가할 것이며 이라크행 상품과 사람들의 주요 경유지 중 하나가 될 것이다. 가까운 장래에 뒤따를 주요 사건은 국가 철도 시스템인 아카바의 주요 항구 이전과 QAIA의 새로운 터미널 건설이다. 연료 가격의 변동성은 운영 비용에 부정적인 영향을 미칠 것이 거의 확실하고, 따라서 이 부문의 연평균 성장률 약 6%를 저해할 수 있다. 그러나 불확실한 연료 가격은 또한 대중 버스와 개선된 열차와 같은 대체 교통수단에 대한 민간 투자를 활성화하기 위한 많은 인센티브를 제공한다.

### 미디어 및 광고
요르단의 미디어 부문은 최근 몇 년 동안 상당한 민영화 및 자유화 노력을 보여왔다. 조사업체 입소스는 공식 선반에 근거하여 광고 부문이 요르단 언론 홍보를 위해 약 2억 8천만 달러를 지출했으며, 이 중 80%가 신문, 라디오, 잡지에 지출된 것으로 추산했다. 2007년의 가장 큰 사건은 왕국 최초의 민영방송인 ATV의 개국 취소였다. 그 결과 국영 요르단 TV(JTV)는 요르단의 유일한 방송국으로 남게 되었다. 최근 몇 년 동안 조던은 뉴스 정보의 원천으로서 블로그, 웹사이트, 뉴스 포털의 수 또한 눈부시게 증가하고 있다. 요르단 미디어의 다양화가 증가하는 것은 좋은 신호이며 광고 수익과 민간 이니셔티브를 활성화해야 한다.
30%의 성장률을 기록한 2007년은 요르단의 광고 산업에 있어 또 하나의 두드러진 한 해가 되었다. 그러나 거의 10년 동안 두 자릿수 성장을 한 후, 대부분의 홍보 전문가들은 2008년에 상대적으로 둔화될 것으로 예상한다. 2007년과 달리 2008년 상반기에는 주요 캠페인이 계획되지 않았다. 게다가 요르단 광고는 1인당 평균 지출의 측면에서 나머지 지역과 어느 정도 관련이 있었다. 이 부문이 성숙해지면서 성장률 수치가 점차 줄어드는 것은 정상일 뿐이다. 2000년 이후 총 광고비는 2007년 7천 7백만 달러에서 2억 8천만 달러로 260% 증가했다. 요르단 통신 부문은 2007년 시장의 약 20%를 차지하며 가장 많은 광고비를 지출했고, 은행 및 금융 부문(12%), 서비스 산업(11%), 부동산(8%), 자동차 부문(5%) 등이 뒤를 이었다. 내년, 특히 경기 침체가 있을 경우, 이 부문이 좋은 직업 훈련을 개발하고 뉴미디어 시장을 활용하기 시작하는 것이 점점 더 중요해질 것이다.

### 관광업
특히 이 나라의 풍부한 역사, 고대 유적, 지중해성 기후, 다양한 지형을 고려할 때 관광 분야의 상태는 잠재력이 낮은 것으로 널리 평가되고 있다. 국왕의 개인적인 호소와 점점 더 정교한 마케팅 캠페인에도 불구하고, 산업은 여전히 그 지역의 정치적 불안정성에 의해 악영향을 받고 있다. 2004년에는 5백만 명 이상의 방문객이 요르단에 들어와 13억 달러의 수익을 창출했다. 관광 수입은 2005년에 14억 달러로 증가했다. 요르단은 많은 이웃 국가들에 비해 상대적으로 안정적이고 개방적이며 안전하기 때문에, 요르단의 관광 무역의 대부분이 중동의 다른 곳으로부터 나온다는 사실은 앞으로 몇 년 동안 그 산업의 성장 잠재력에 기여할 것이다. 관광 부문은 요르단 경제의 중요한 요소로 남아 있으며, 약 30,000명의 요르단인을 직접 고용하고 있으며, 요르단의 GDP에 10%를 기여하고 있다. 수익은 2006년 같은 기간의 18억 6천만 달러에서 첫 11개월 동안 거의 21억 1천만 달러로 13% 증가했다. 이 부문은 2010년까지 관광 산업을 이끌기 위해 2004년에 수립된 정부의 국가 관광 전략(NTS)에 의해 관리되고 있다. 국세청은 이 기간 동안 관광 수입을 두 배로 늘리고 관광 관련 일자리를 91,719개로 늘리는 것을 목표로 삼았다. 첫 번째 목표는 이미 달성되었지만 두 번째 목표는 더 어려울 수 있다. 2004년과 2007년 사이에 이 분야의 총 고용자 수는 23,544명에서 35,484명으로 증가했다. 이는 인상적인 성장세이지만 목표인 9만 이상의 절반에도 미치지 못한다. 국세청은 요르단을 고급 관광객들을 위한 부티크 여행지로 지정하기를 바라고 있다. 이 전략은 문화유산, 종교, 생태관광, 건강과 웰니스, 모험, 회의, 인센티브, 컨벤션 및 전시회(MICE), 크루즈 등 7가지 우선순위 또는 틈새 시장을 파악한다. 요르단 관광청(JTB)의 마케팅 예산은 지난 한 해 동안 600만 엔(8.52만 달러)에서 11.5만 엔(1630만 달러)으로 증가했다. 꾸준한 성장과 주요 프로젝트들이 진행 중인 요르단 관광에 긍정적인 시기이다. 이 부문은 인프라와 마케팅을 개선해야 하지만, 지난 몇 년간 산업 전반이 개선되고 있다.

## 대외 무역

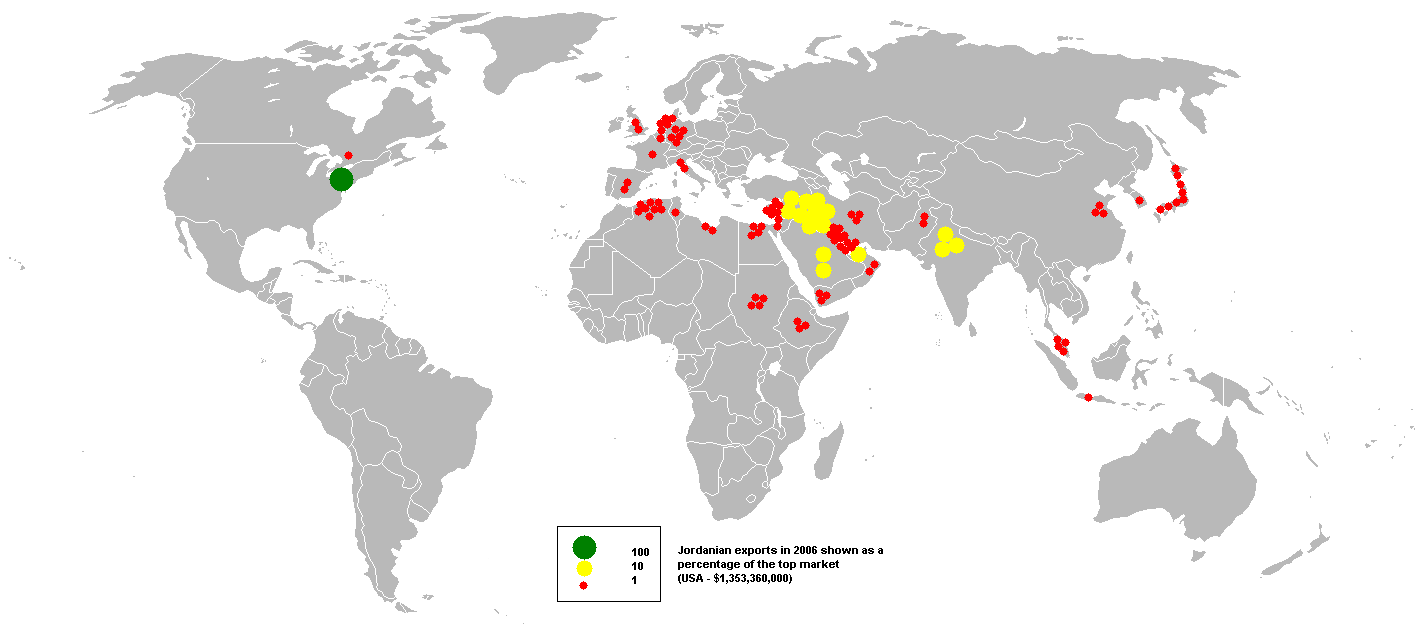
2006년 요르단 수출

요르단 수출의 비례대표

1995년 이래로 경제 성장은 저조했다. 실질 GDP는 매년 약 1.5% 성장하는데 그친 반면 공식 실업률은 14%에 머물고 있다. 예산 적자와 공공 부채는 높은 수준을 유지했고 계속해서 확대되었지만, 이 기간 동안 인플레이션은 주로 안정적인 통화 정책과 미국 달러에 대한 지속적인 고정으로 인해 낮은 수준을 유지했다. 공산품 수출이 연평균 9%씩 증가했다. 1998년 이 지역에서 긴장이 다시 고조되었을 때와 1999년 후세인 1세 국왕의 병환과 궁극적인 죽음 동안에도 통화 안정성은 강화되었다.
요르단이 이스라엘과 맺은 평화조약의 결과로 무역과 관광이 증가할 것이라는 기대는 실망스러웠다. 요르단의 요르단강 서안 지구 및 가자 지구와의 무역에 대한 안보 관련 제한은 요르단의 수출량을 크게 감소시켰다. 압둘라 2세 국왕은 즉위 후 페르시아만과 시리아 등 아랍 국가들과의 관계를 개선했지만, 실질적인 경제적 이익은 거의 없었다. 가장 최근에 요르단은 수출 주도 성장을 장려하기 위한 수단으로 WTO 가입과 미국과의 자유 무역 협정에 초점을 맞추고 있다.

## 투자
2005년 세계은행은 요르단 상장기업의 주식 시가총액을 376억 3900만 달러로 평가했다.

## 급여
Bayt.com이 실시한 2015년 중동 및 북아프리카 급여 조사에 따르면, GCC 응답자(49%)는 레반트 응답자(42%)에 비해 2014년에 인상된 급여에 다소 만족하는 것으로 나타났다.